# الکس ریبراس
الکس ریبراس (انگلیسی: Alex Riberas؛ زادهٔ ۲۷ ژانویهٔ ۱۹۹۴) راننده مسابقه‌ای، و راننده خودروی مسابقه‌ای اهل اسپانیا است.